# Всебелорусская федерация писателей и поэтов
Всебелорусская федерация писателей и поэтов ― организация белорусских писателей в 1920-х гг.

## История создания
В апреле 1926 года белорусские писатели Тишка Гартный, Михась Чарот и Михась Зарецкий предложили объединить все существующие в то время литературные группы Белоруссии в одну творческую организацию.
В марте 1927 года в Минске состоялось общее писательское собрание, на котором с докладом выступил Тишка Гартный. На собрании было избрано организационное бюро для выработки программы и устава. В бюро вошли Т. Гартный, М. Чарот, 3. Бядуля, А. Сенкевич, М. Гольдберг, Оршанский, Вансовский. Бюро созывало собрания, организовывало литературные выступления.
Но в ноябре 1928 года, съезд литературного объединения «Маладняк» объявил себя 1-м съездом новой организации − Белорусской ассоциации пролетарских писателей, и бюро федерации было вынуждено прекратить свою работу.